# Latte crudo

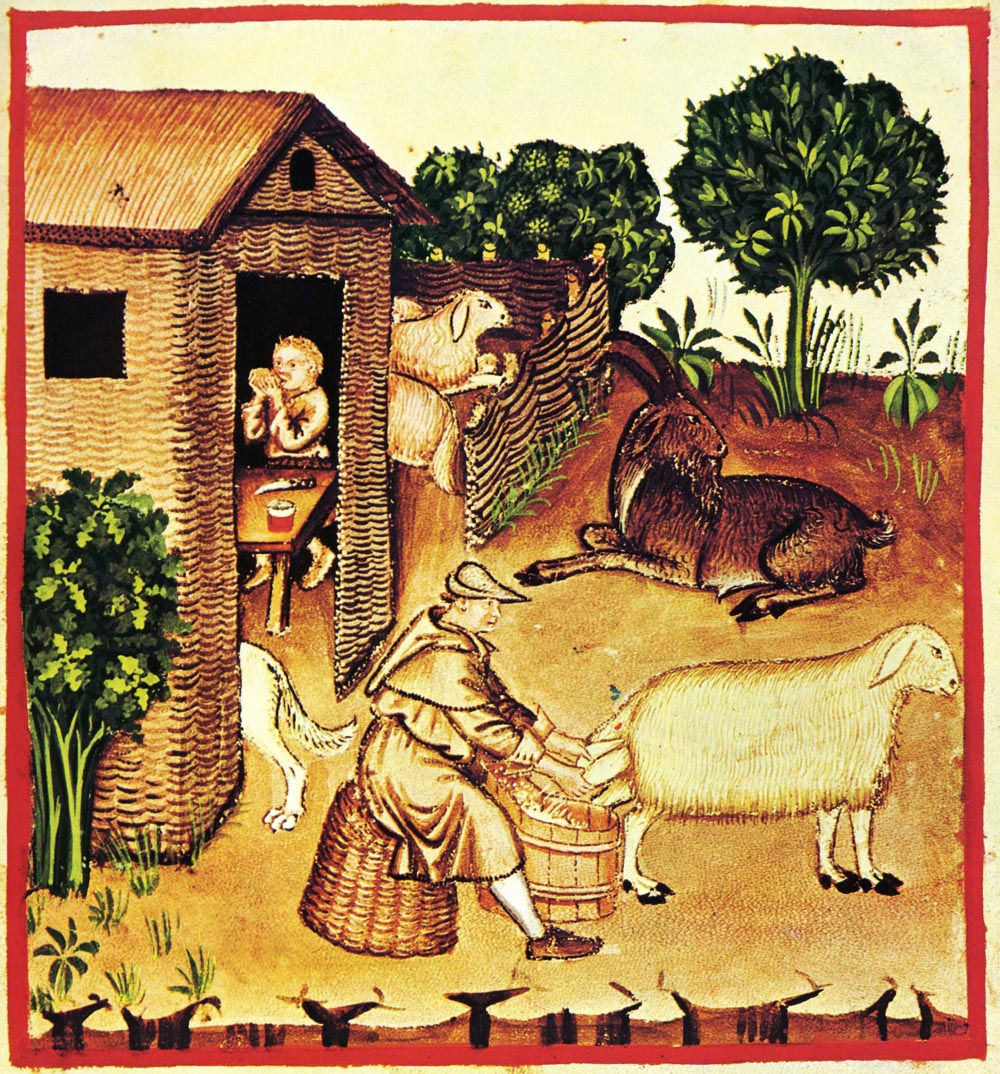
Mungitura, Tacuina sanitatis Casanatense (XIV secolo)

Il latte crudo è latte che non ha subito alcun procedimento termico, neppure blando, distribuito sfuso e commercializzato appena munto.

## Storia
Il latte crudo è stato, nel passato, e nelle popolazioni occidentali e medio orientali, un alimento quotidiano tradizionale di giovani e anziani sino al ventesimo secolo, epoca della sua scomparsa commerciale.
Nei primi anni del Novecento, si dimostrò che patologie anche gravi erano legate al consumo di latte crudo. Queste malattie (tifo, tubercolosi, e forme correlate alla brucellosi) rendevano necessarie severe norme igieniche. Per questo, nei primi anni trenta in Italia fu imposta la pastorizzazione del latte e la garanzia sulla sanità del prodotto fu affidata alle centrali municipalizzate. Quest'ultimo e diffuso prodotto pastorizzato viene in Italia definito latte fresco.
Il miglioramento tecnologico e dell'igiene generale han fatto sì che la legislazione Italiana e Comunitaria permetta nuovamente la vendita di latte crudo, non trattato termicamente, distinto dal latte fresco pastorizzato, purché venga bollito prima del suo consumo.
La vendita è permessa esclusivamente tra il produttore ed il consumatore, sempre che l'allevamento di provenienza abbia le condizioni igienico-sanitarie adeguate.
Il latte crudo è la materia prima per la produzione di taluni formaggi ovvero quelli a "latte crudo".

## Alcune motivazioni sulla reintroduzione
Nonostante decenni di positiva diffusione dei prodotti da centrale, freschi ed a lunga conservazione, si è assistito, negli ultimi anni ad un ritorno all'antico. Due sono stati i principali moventi. Da un lato un movimento culturale che ha portato alla creazione di una nicchia di mercato alla ricerca di sapori e procedimenti in qualche modo definibili genuini, sull'onda dei movimenti slow food, della promozione dell'agricoltura biologica, e nella valorizzazione della vita e dell'attività rurale. Dall'altra contenziosi sul margine di guadagno dei produttori primari nella vendita del latte alle centrali, e conseguenti iniziative di commercializzazione diretta.

## Rischi per la salute
Secondo quanto evidenziato da uno studio scientifico durato 13 anni pubblicato su Emerging Infectious Diseases nel 2012, il rapporto fra consumatori e casi di malattia è maggiore nel latte crudo rispetto ai consumatori di latte pastorizzato di 150 volte.
Secondo un altro studio scientifico pubblicato nel 2017, il latte non pastorizzato, consumato da solo il 3,2% della popolazione statunitense, nonché il formaggio crudo, consumato da solo l'1,6% della popolazione, è la causa del 96% dei casi di intossicazione da latticini e prodotti caseari.
Secondo l'agenzia governativa statunitense CDC e l'agenzia governativa britannica FSA i rischi connessi all'utilizzo di latte non pastorizzato sono tali da sconsigliarne l'utilizzo, specialmente in bambini che risultano fra i più colpiti da infezioni correlate.
In Italia tra i consumatori di latte crudo sono stati riscontrati casi di Salmonella, Campylobacter, E. coli, Listeria, Norovirus e di sindrome emolitico-uremica, con un decesso nel 2017 e uno nel 2018.
Nell'esperienza USA si sono avuti, tra il 2007 e il 2012, 65 focolai con 73 ricoveri; nel 2017 in uno di questi focolai si sono avuti 2 decessi. Nel 2014, in uno dei focolai in Australia, è avvenuto un decesso.

## Requisiti del latte pastorizzato e del latte crudo
In sintesi: entrambi i tipi di latte non devono presentare patogeni come Salmonella, Campylobacter, Listeria, E. coli O157, Streptococcus agalactiae.
- Il latte fresco pastorizzato ha una bassissima carica batterica. Le sieroproteine sono per il 40% circa denaturate[13], alcuni enzimi come la fosfatasi sono in ogni caso inattivati, servendo anche come test relativo alla pastorizzazione, e le vitamine presenti possono in certo grado essere degradate. Il grasso presente è maggiormente emulsionato (omogeneizzato) e non tende ad affiorare in superficie, pertanto è più facilmente digeribile, al contrario della frazione proteica che lo è meno. La distanza dalla mungitura può essere superiore alle 24 ore[14]. Le confezioni sono a capienza fissa. Si produce una certa quantità di rifiuti da confezionamento. Si conserva per alcuni giorni.

- Il latte crudo non trattato termicamente presenta una flora batterica in condizioni controllate benefica, ma potrebbe essere soggetto a inquinamenti in assenza del rispetto delle norme igieniche da parte del produttore. Enzimi, lisozima e proteine attive non sono denaturate, in quanto il latte non ha subito trattamenti, e molti sali inorganici ad esempio di calcio e fosforo sono in forma maggiormente solubile ed assimilabile dall'organismo (biodisponibilità). Il calcio in forma di fosfato, costituente fondamentale della frazione inorganica delle ossa è molto stabile e poco solubile (Kps=2,07 10−33 per l'ortofosfato tricalcico), si forma naturalmente a caldo[15]. Anche altre proteine come la caseina risultano più digeribili, al contrario della frazione lipidica, meno emulsionata. Le vitamine termolabili sono presenti in toto, anche qui per l'assenza di trattamenti termici. Il latte è solamente filtrato e munto in giornata. La quantità acquistabile non è vincolata dalla confezione. Inoltre viene distribuito ad un prezzo al consumo mediamente più basso, di 0,8-1,0 €/l a dicembre 2008 in Italia. Se il consumatore ha un proprio contenitore limita la produzione di rifiuti. Va consumato in massimo due giorni, se non bollito.

I due prodotti si sono trovati ad essere contrapposti commercialmente in quanto appartenenti a due filiere concorrenti. Il latte fresco ha un elevato costo di confezionamento, di trasporto e di distribuzione. Il latte crudo ha una filiera più corta e un prezzo di vendita (per il produttore) molto più alto.

## L'obbligo della bollitura preventiva
Il latte crudo correttamente prodotto presenta una carica batterica patogena estremamente bassa. Analogamente ad altri alimenti freschi come carne pesce e uova, consumabili a crudo (carpaccio, sushi e zabaione) potrebbe fungere da terreno di coltura e contenere e veicolarne, in particolare dei batteri patogeni come brucelle, coliformi, salmonelle, e agenti diarroici, anche se a norma non dovrebbero essere presenti nel prodotto. Il latte crudo in tutti i casi possiede certa una protezione data dai batteri lattici oltre che dal naturale lisozima, che però gli fornisce una minore durata se refrigerato.
Per il principio di esclusione competitiva (principio di Gause), i batteri lattici benefici come ad esempio, L. acidophilus, L. brevis, e altri limitano e neutralizzano come noto in campo microbiologico, e nelle condizioni usuali e corrette di conservazione pH, ossigenazione e temperatura quelli nocivi presenti, per le corrette pratiche di produzione, in carica più limitata. In condizioni scorrette, come per qualsiasi alimento deteriorabile, può bastare un'alterazione, ad esempio della corretta temperatura di conservazione di 4 °C, per avere dei problemi.
Va notato che la questione conservabilità è appunto comune a ogni alimento potenziale terreno di coltura da parte di saprofiti, mentre la pastorizzazione può essere applicata solo a pochi di questi. Impossibile ad esempio pastorizzare una bistecca, che in alcune preparazioni culinarie può consumarsi a crudo, o al di sotto delle temperature di sterilizzazione, ma anch'essa, in passato, soggetta a particolari temporanee procedure precauzionali. Nonostante queste premesse, e nonostante la cura degli allevatori, non si può escludere il rischio di possibili contaminazioni da parte di batteri patogeni, come dimostrano alcune positività (anche se in percentuale inferiore all'1% dei campioni testati) riscontrate in campioni di latte crudo durante i controlli degli Istituti Zooprofilattici Sperimentali.
In Italia, in seguito ad alcuni casi di intossicazione di Escherichia coli - ceppo O157 - nel 2008 e imputabili al consumo di latte crudo, il governo ha imposto precauzionalmente, nel dicembre dello stesso anno, come misura sanitaria di indicare sui distributori che il latte crudo deve essere consumato entro tre giorni e solo previa bollitura, pratica storicamente adottata per evitare le malattie un tempo notoriamente collegate al consumo di latte.
Dopo la prima ordinanza ministeriale (quella del 2008) diverse voci hanno criticato il Ministero, soprattutto per il paventato rischio di chiusura dei distributori, facendo supporre che il suo operato, più che una forma di tutela verso i cittadini, si configurasse come una connivenza con la grande industria del latte. Attualmente non sono comunque in discussione proposte che prevedano la chiusura dei distributori di latte crudo. L'Escherichia coli O157 è un ospite inoffensivo dell'intestino dei ruminanti. Non fa parte, perciò, degli agenti patogeni sottoposti a controllo negli allevamenti in quanto nei bovini non provoca alcun problema; è invece un microrganismo pericoloso per l'uomo.
Il 4 gennaio 2012 il Ministero della Salute, con il comunicato stampa N° 4, ricorda la vigenza del precedente obbligo alla bollitura. Il 12 dicembre 2012 la Gazzetta Ufficiale ha pubblicato il decreto ministeriale che dà attuazione del disposto "comma 6 dell'art. 8 del decreto-legge 13 settembre 2012 n. 158. Informazioni obbligatorie per il consumatore di latte crudo o crema cruda". Sia la confezione del latte (art. 1) sia il distributore automatico (art. 2) devono riportare visibilmente la dicitura: «prodotto da consumarsi previa bollitura».

## Statistica sulla bollitura
L'Autorità europea per la sicurezza alimentare (Efsa) ha pubblicato dati scientifici a sostegno della necessità di bollitura. La sostanza del rapporto sono i 27 casi di focolai avvenuti tra il 2007 e il 2013 in Europa. Si tratta di un arco temporale di 6 anni e si può stimare (in assenza di dati più precisi) in circa un ricovero ospedaliero per focolaio. Quindi è stimabile per l'intera Europa una trentina di ricoveri in 6 anni dovuti al consumo di latte crudo più molti ammalati che si sono curati a casa.

## Conservabilità e distribuzione
Il latte crudo, se non refrigerato, si conserva per poco tempo a temperatura ambiente: tradizionalmente e proverbialmente in assenza di sistemi di refrigerazione si soleva considerare una giornata (intesa dall'alba, ora della mungitura, al tramonto) per la sua massima conservabilità. Questa la ragione per cui fin dai tempi antichi, l'uomo ha cercato modi per prolungarne la conservabilità, per esempio producendo formaggi o – più tardi – utilizzando trattamenti termici sempre meno invasivi.
I batteri lattici come i Lactobacillus presenti naturalmente nel latte crudo non refrigerato e non pastorizzato si moltiplicano (Fermentazione lattica), facendolo inacidire e coagulare naturalmente a temperatura ambiente nel giro di alcune ore. In realtà il latte acidificato si trasforma (anche con l'aiuto di pratiche casearie) in derivati del tutto commestibili, alcuni dei quali sono anzi particolarmente utili all'organismo umano, come lo yogurt o il kéfir, che altro non sono se non selezione di latte fermentato, per il quale, peraltro, la fermentazione viene indotta, ma potrebbe avvenire naturalmente.
Stanno diffondendosi in Italia i distributori di latte crudo gestiti direttamente dagli allevatori, le cui mandrie sono sottoposte a particolari controlli igienico-sanitari. Sono mappati sul territorio da associazioni e consorzi. È molto importante che non venga superata in nessuna fase della conservazione, neanche dopo l'acquisto, la temperatura di refrigerazione di 4 °C. Secondo le disposizioni del Ministero della salute italiano del dicembre 2008, che hanno innescato un acceso dibattito, è opportuno bollire il prodotto prima del suo consumo.
È inoltre eventualmente consigliabile agitare la bottiglia prima del consumo: il prodotto non è omogeneizzato, di conseguenza il grasso tende a separarsi e a galleggiare; la presenza in emulsione dei globuli di grasso interi rende la digestione della parte lipidica del latte leggermente più difficile. Per una corretta conservabilità del latte, se il contenitore viene procurato dal consumatore, si ricorda di curarne al massimo grado la pulizia. L'ottimo si raggiunge con una bottiglia di vetro, perfettamente lavata ed asciutta, trasportata in un contenitore termico; per un breve percorso ad esempio anche un comune sacchetto isolato per il trasporto di surgelati.